# MTV Video Music Awards 2008
Gli MTV Video Music Awards 2008 si sono svolti il 7 settembre 2008 negli studi della Paramount Pictures a Los Angeles, California. Si è trattato del 25º anniversario degli MTV Video Music Awards, e per celebrare la ricorrenza come luogo della cerimonia sono stati scelti i Paramount Studios di Hollywood.
Questa 25ª edizione è stata presentata da Russell Brand. Durante lo show si sono esibiti Rihanna, Christina Aguilera, Katy Perry, Kanye West e i Paramore.
La cantante più premiata è stata Britney Spears, che ha vinto ben 3 premi con la canzone Piece of Me, tra cui il "Video of the Year".

## Esibizioni

### Pre-show
- Dance-off: Fanny Pak contro Kaba Modern (quest'ultimo ha vinto la competizione di ballo grazie al televoto, vincendo $25.000 a scopo benefico e l'opportunità di presentare il premio Best Dancing in a Video durante la serata)[2]

### Esibizioni principali
- Rihanna — "Disturbia"/"Seven Nation Army"
- Lil Wayne featuring Leona Lewis e T-Pain — "DontGetIt"/"A Milli"/"Got Money"
- Paramore — "Misery Business"
- T.I. featuring Rihanna — "Whatever You Like"/"Live Your Life"
- Christina Aguilera — "Genie in a bottle/"Keeps Gettin' Better"
- Kid Rock featuring Lil Wayne — "All Summer Long"
- Kanye West — "Love Lockdown"

### Parcheggio (dietro le quinte)
- Jonas Brothers — "Lovebug"
- Pink — "So What"

### DJ AM e Travis Barker
DJ AM e Travis Barker hanno suonato in brevi interludi in cui hanno interpretato versioni remix di vecchie hit interpretate negli ultimi 25 anni nelle serate degli MTV Awards. Katy Perry, The Ting Tings e Lupe Fiasco gli hanno affiancati alle parti vocali in un mix di loro hit e classici di MTV.
- Katy Perry — "Like a Virgin"/"I Kissed a Girl"
- The Ting Tings — "Shut Up and Let Me Go"
- LL Cool J — "Going Back to Cali"
- Lupe Fiasco featuring Matthew Santos — "Superstar"

## Vincitori e candidati
I vincitori sono scritti in grassetto.

### Video dell'anno
- Britney Spears - Piece of Me
- Chris Brown - Forever
- Jonas Brothers - Burnin' Up
- Pussycat Dolls - When I Grow Up
- The Ting Tings - Shut Up and Let Me Go

### Miglior video maschile
- Chris Brown - With You
- Flo Rida - Low
- Lil Wayne - Lollipop
- T.I. - No Matter What
- Usher - Love in This Club

### Miglior video femminile
- Britney Spears - Piece of Me
- Mariah Carey - Touch My Body
- Katy Perry - I Kissed a Girl
- Rihanna - Take a Bow
- Jordin Sparks - No Air

### Miglior video hip-hop
- Lil Wayne - Lollipop
- Mary J. Blige - Just Fine
- Lupe Fiasco - Superstar
- Flo Rida - Low
- Kanye West - Homecoming

### Miglior video pop
- Britney Spears - Piece of Me
- Danity Kane - Damaged
- Jonas Brothers - Burnin' Up
- Panic at the Disco - Nine in the Afternoon
- Tokio Hotel - Ready, Set, Go!

### Miglior video rock
- Linkin Park - Shadow of the Day
- Fall Out Boy - Beat It
- Foo Fighters - The Pretender
- Paramore - Crushcrushcrush
- Slipknot - Psychosocial

### Miglior ballo in un video
- Pussycat Dolls - When I Grow Up
- Chris Brown - Forever
- Danity Kane - Damaged
- Madonna - 4 Minutes
- Ne-Yo - Closer

### Miglior artista esordiente
- Tokio Hotel - Ready, Set, Go!
- Miley Cyrus - 7 Things
- Katy Perry - I Kissed a Girl
- Jordin Sparks - No Air
- Taylor Swift - Teardrops on My Guitar

### Miglior direttore artistico
- Gnarls Barkley Run (I'm a Natural Disaster)
- MGMT - Electric Feel
- Katy Perry - I Kissed a Girl
- Pussycat Dolls - When I Grow Up
- The White Stripes - Conquest

### Miglior coreografia
- Gnarls Barkley Run (I'm a Natural Disaster)
- Adele - Chasing Pavements
- Chris Brown - Kiss Kiss
- Chris Brown - Forever
- Pussycat Dolls - When I Grow Up

### Miglior fotografia
- The White Stripes - Conquest
- Erykah Badu - Honey
- Death Cab for Cutie - I Will Possess Your Heart
- Katy Perry - I Kissed a Girl
- Pussycat Dolls - When I Grow Up

### Miglior regia
- Erykah Badu - Honey
- Linkin Park - Shadow of the Day
- Panic at the Disco - Nine in the Afternoon
- Pussycat Dolls - When I Grow Up
- Rihanna - Take a Bow

### Miglior montaggio
- Death Cab for Cutie - I Will Possess Your Heart
- Erykah Badu - Honey
- Ne-Yo - Closer
- Katy Perry - I Kissed a Girl
- Weezer - Pork and Beans

### Miglior effetti speciali
- Kanye West feat. T-Pain - Good Life
- Erykah Badu - Honey
- Coldplay - Violet Hill
- Missy Elliott - Ching-a-Ling
- Linkin Park - Bleed It Out